# Чиприани, Амилькаре
Амилькаре Чиприани (итал. Amilcare Cipriani; 18 октября 1843, Анцио — 2 марта 1918, Париж) — известный итальянский революционер и анархист.

## Биография
Чиприани родился в городе Анцио в 1843 году. В 16-летнем возрасте вместе с Джузеппе Гарибальди он принял участие, на стороне французских войск, в сражении при Сольферино во время Второй итальянской войны за независимость.
Преследуемый австрийской полицией, он выехал в Афины, где принял участие в восстании против короля Оттона в 1862 году. Чиприани вместе с греческим анархистом Даудоглу был одним из организаторов Афинского демократического клуба. В событиях 1862 года, на баррикадах у афинской византийской церкви Капникареа, Чиприани вместе с греческими анархистами поднял впервые в Греции красный флаг революции.
После высылки из Греции Чиприани направился в Египет, в Александрию, где сотрудничал с греческими, итальянским и еврейскими анархистами и социалистами.
Чиприани примкнул к Первому Интернационалу в 1867 году.
В 1868 году Чиприани отправился на остров Крит, где принял участие в восстании греческого населения против турок.
Вернувшись во Францию, Чиприани принял участие в обороне Парижа во время франко-прусской войны 1870 года, а затем Парижской Коммуне в 1871 году. После поражения Коммуны Чиприани был приговорён к смертной казни, но затем был выслан вместе с другими 7 тысячами коммунаров в Новую Каледонию.
После амнистии 1880 года Чиприани вернулся во Францию, но был вскоре выслан из страны.
В 1881 году в Италии он был обвинён в заговоре и приговорён к 10 годам каторги, но был избран депутатом на выборах и освобождён в 1888 году.
На конгрессе Второго Интернационала в Цюрихе в 1893 году Чиприани сдал свой мандат из солидарности с Розой Люксембург и анархистами, которые не были допущены к участию в конгрессе.
Вернувшись в Париж, он познакомился с греческими анархо-социалистами Каллергисом и Аргириадисом. В 1897 году он вместе с добровольцами Риччотти Гарибальди и Лучано Мереу и итальянскими анархистами вновь прибыл в Грецию и принял участие в греко-турецкой войне. Здесь, в сражении при Домокосе 5 мая, рядом с греческой бригадой полковника Тертиписа сражался Легион филэллинов и гарибальдийцы (всего 3060 иностранных добровольцев, из них 2783 итальянцев, 187 французов и 11 русских). Сам Чиприани, «сражаясь героически, во главе отряда 120 добровольцев получил тяжёлое ранение в колено, но продолжал бой».
Вернувшись в Италию, Чиприани возглавлял очередное восстание критян, но заявил, что «отход греческой армии в Фессалии был предписан ещё до начала этой войны, которая была игрой Великих держав и кровавой комедией».
В июле 1898 года в Италии Чиприани был приговорён к заключению на 3 года.
Чиприани был избран депутатом итальянского парламента 8 раз., но не занял своё место, отказываясь дать присягу королю Италии Виктору Эммануилу III.
Чиприани писал статьи в журнале Le Plébéien и других анархистских изданиях.
Умер Амилкаре Чиприани в парижском госпитале, в возрасте 73 лет. Его статьи были запрещены в Италии в 1911 году.
Родители будущего фашистского диктатора Муссолини дали своему сыну среднее имя Амилкаре в честь Чиприани.